# Szerelmey Miklós
Szerelmey Miklós (Nicolaus Carl Liebe, Győr, 1803. július 3. – Budapest, 1875. augusztus 5.) feltaláló, mérnök, litográfus, a színes litográfia hazai meghonosítója, a magyar karikatúra műfajának megteremtője.

## Élete
Szülővárosában járt iskolába, majd felsőfokú képzését már mint az osztrák hadsereg szolgálatában álló katona kezdte meg Bécsben, a bécsi császári és királyi mérnökakadémián, elkezdve romantikus, és rendkívül kalandos életútját. Szorgalmas és rátermett mérnökkari tisztként, az osztrák kormány megbízásából Rómába ment 1829-ben, hogy a nedves kazamaták, átázott várfalak, régi épületek szigeteléseire megoldást keresve, kutatásokat, kísérleteket folytasson.
1830-ban Párizsban a júliusi forradalom egyetlen magyar résztvevőjévé vált, sőt alig egy hónap múlva Brüsszelben sebesült meg a belga függetlenségi harc során katonaként. Majd jó néhány kalandos esztendőt tölt a világban. Németország, Franciaország, Skandinávia után megfordult Egyiptomban, át és visszahajózott Amerikába, majd huzamosabb időt tölt Bécsben, az 1830-as évek közepe táján, amikor is kőnyomdát létesített az osztrák fővárosban. Hamarosan ismert és keresett portrélitográfusként ért el sikereket. Műhelyének termékeiből 1844-ben rendezett kiállításának sikere kapcsán merült fel benne, hogy műhelyével áttelepül Pestre.
"Utoljára vettem (…) a vándorbotot kezembe, honomat (…) szándékoztam bejárni, kedv és szeretet kíséretében, mint egykor távul idegen földet; megismerni akarám őt, s aztán szóval és képpel előadni a hon és a külföld fiainak, hogy tanulák ismerni ők is, s megbarátkozzanak vele a maga valódi, eredeti alakjában."

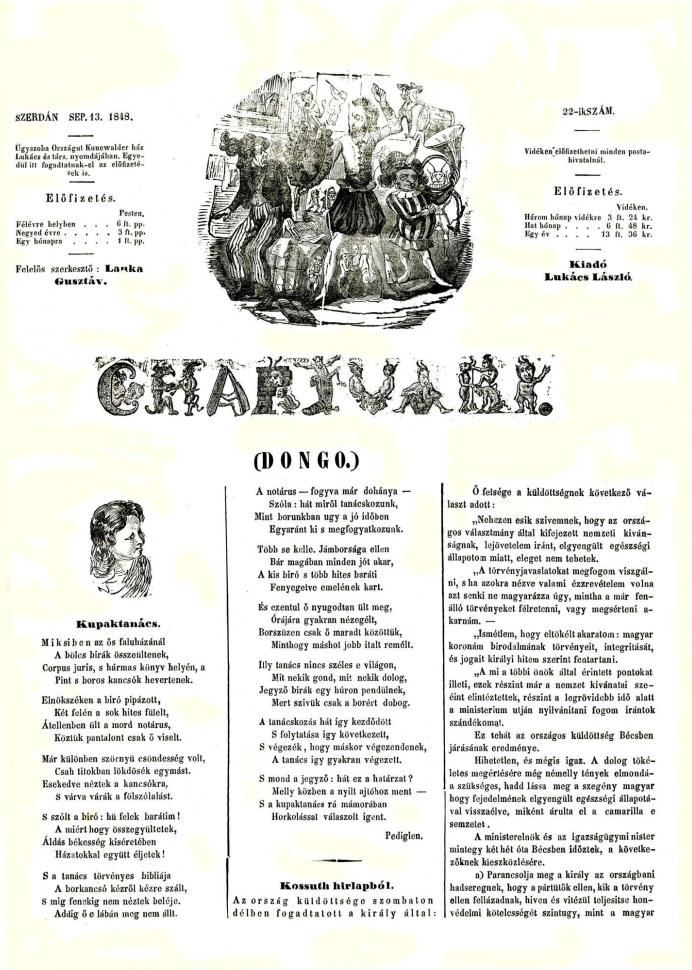
A forradalom idején megjelenő élclap, A Charivari (Dongó) (charivari, magyarul macskazene, zenebona) egy lapja, (1848. szeptember 13.)

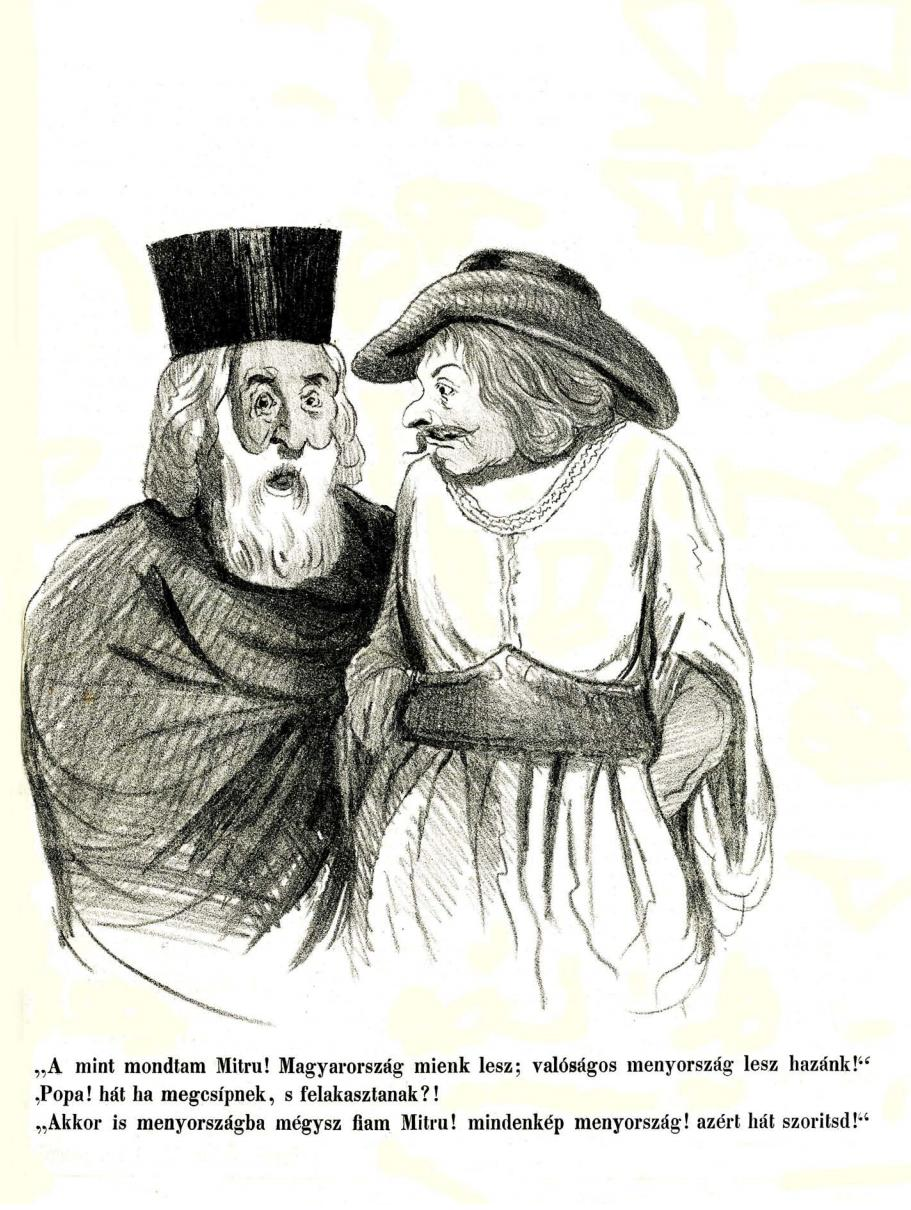
Szerelmey Miklós karikatúrája a Charivari (Dongó) 12. számából (1848. augusztus 9.)

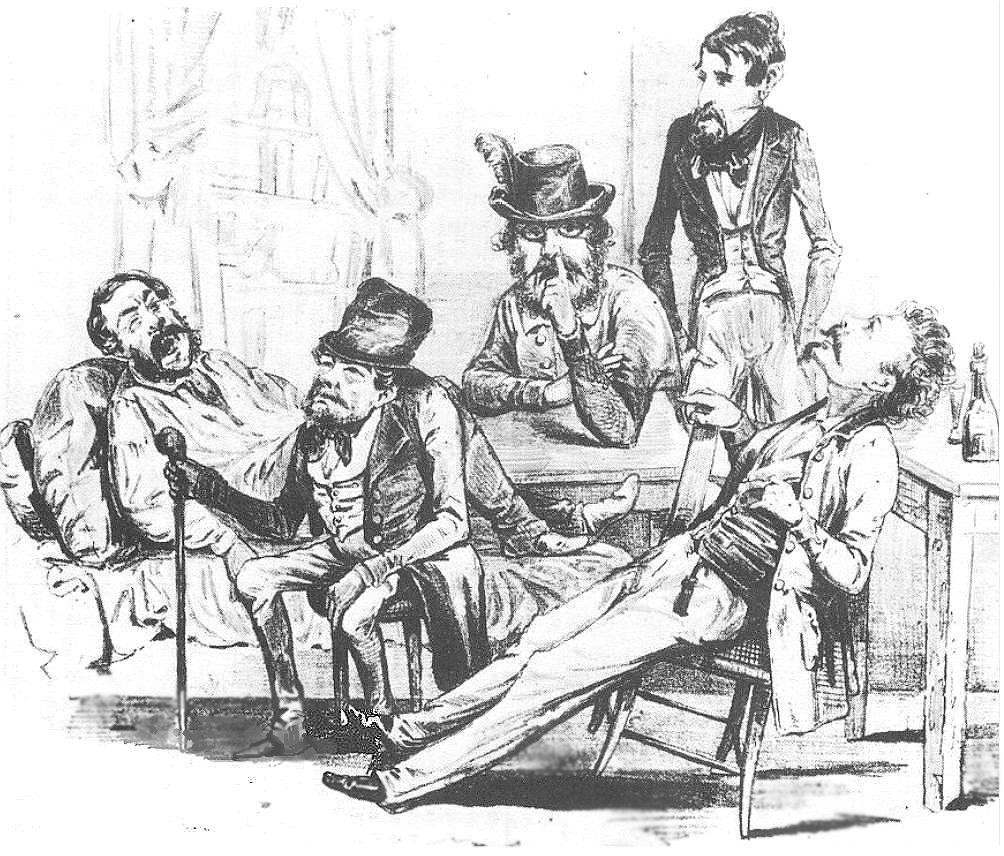
Szerelmey Miklós karikatúrája Petőfiről és lapalapításról álmodozó márciusi ifjakról

1845-ben nyitotta meg kőnyomó-intézetét Pesten, a Dorottya utca 16 szám alatt, majd néhány esztendő leforgása alatt szinte életműnyi kőrajzot készített, a kor jelentősebb közéleti személyiségeiről, a kormány, és az uralkodóház tagjairól, emlékezetes eseményekről, sőt csatákról, történelmi eseményekről. Hazatelepülésekor változtatta nevét Szerelmey-re. 1846. február 1-jén kötött házasságot Fischer Teréziával Pesten, a Terézvárosban.
Külföldi mintára hazai tájakat népszerűsítő albumokat adott ki saját rajzaival gazdagon illusztrálva, amely kötetek még ma is művészi könyvnyomtatásunk legkitűnőbb remekeinek számítanak. (Visegrád Album, Balaton Album – 1848). Magyar Hajdan és Jelen… címmel történeti emlékhelyeket bemutató albumot hozott létre német és magyar nyelven (1847), amely kötetekben alkalmazta először hazánkban a színes litográfia technikáját. A színes litográfia hallatlanul pontos illesztést, tökéletes technikai felkészülést kívánt meg a maga korában, hiszen a külön álló szín-levonatok milliméter pontos együttállása alkotta meg, az akkor egyedülállónak számított sokszorosítással készült színes végterméket, a nyomatot.
Szerelmey sokoldalú, felkészült mesterember volt, de nem szakavatott festő, mint a kor másik nagy litográfiában is jártas hazai képzőművésze Barabás Miklós. Szerelmey munkáit nagy precizitással készítette, de Barabás munkásságával összevetve szembetűnő, hogy a beállítások merevsége, és némelykor az anatómia elrajzolások miatt is, a művészi szemlélet, és rajzi virtuozitás terén nem vehette fel vele a versenyt. Munkássága ezzel együtt is messzire kimagaslik a kor többi hazai litográfusának átlagművei közül. Töretlen személyes népszerűségét emelte, hogy sokoldalú tevékenységéről az akkori legrangosabb fővárosi lapok, a Honderű, a Pesti Divatlap és az Életképek is rendszeresen tudósítottak.
Egyik nagy érdeme volt Szerelmeynek, hogy francia mintára megvetette a karikatúraművészet alapjait Magyarországon, szatirikus rajzaival. Pest népszerű költőjével, és humoristájával, Lauka Gusztávval (1818-1902) együtt – Charivari (Dongó) címen jelentette meg a forradalom idején, az első magyar rendszeresen megjelenő élclapot. A lap első száma 1848. július 1-jén, szombaton került az olvasók elé, és 1848. szeptember 21-én a 25. számmal szűnt meg, mert a lap készítői tollukat, és rajzeszközeiket a karddal cserélték fel, mindannyian a szabadságharc katonái lettek. Működése idején a lap hetente két alkalommal szerdán és szombaton jelent meg négy nagy újságoldalon. A lap struktúrája a külföldi mintákéhoz hasonlóan tagozódott, benne olyan állandó rovatokkal, mint például az Ördögszekér, amely alatt adomák, rövid anekdoták szerepeltek. Minden szám 3. oldalát Szerelmey egész oldalas karikatúrái foglalták le, a többi helyet pedig elbeszélések, anekdoták, vidám versek, egyebek közt Tompa Mihály, Vajda János, Lisznyai Kálmán tollából. A lap Szerelmey kőnyomó-intézetében készült, amely újságoknak egy-egy lapját, darabját külön röplapként is terjesztették országszerte. Szerelmey találó gúnyrajzai, amelyek jobbára a műfaj kiemelkedő francia mesterének, Honoré Daumier-nek a hatását mutatják, nemcsak az aktualitások iránti érzékét bizonyítják még a ma emberének is, hanem fogékonyságát is kora társadalmi és politikai problémái, visszásságai iránt. Egyik híres megjelent karikatúrája éppen az álmodozó Petőfit örökíti meg – szinte az egyetlen – ugyanakkor kedves, és szeretetteli kortárs gúnyrajz a nagy költőről. A lap féléves tündöklését követően majd 10 esztendőt kellett várni a forradalom leverése után, mire a konszolidáció eljutott oda, hogy a sorrendben második állandó magyar élclap megjelenését engedélyezte, amely Üstökös címmel került az olvasók elé, a lapalapító Jókai Mór szerkesztésében. A Charivarit számítják a szakemberek az első önálló tényleges reformkori szatirikus magyar humorújságnak, a korábban Hartleben Adolf szerkesztésében megjelent "Tudós Palóc" (1803) számaival szemben is, mert az tulajdonképpen a német Eipeldauer's Briefe egyszerű és száraz, ráadásul ötlettelen magyarítása volt csupán, szerkezetében, német humort tükröző felfogásában, rajzok átvételében egyaránt.
Amikor katonaéletre váltotta fel vitriolba mártott rajzceruzáját először nemzetőrségi tisztként végzett adminisztratív munkát a Hadügyminisztérium alkalmazásában, majd Klapka György tábornok mellett teljesített szolgálatot a komáromi erődrendszerben. A több különálló, de egymással összefüggő egységet alkotó erődrendszerben ekkoriban, mintegy 18 000 katona állomásozott, akik nagycímletű ún. Kossuth-bankót, papírpénzt kaptak fizetségül, de aprópénz, vagyis váltópénz dolgában hamar hiány alakult ki, ami kényszervásárlásokhoz vezetett. Aprópénz dolgában pedig adós maradt a kormányzat. Így a helyzetet ideiglenesen megoldandó, Klapka utasítására, papír-szükségpénz nyomására került sor, 1849-ben már másodjára, korábbiakkal ellentétben ezúttal nyomdai ügyekben jártas, ráadásul jól rajzoló Szerelmeyt bízta meg Klapka a kivitelezéssel és az egész bankó nyomtatás lebonyolításával.
"Hogy az apró papírpénz dolgában uralkodó bajon segítve legyen, sajtót állítottunk fel, mely öt- és tízkrajcáros papírjegyeket bocsátott ki, azokat aztán bizonyos napokon bankjegyekre be lehetett váltani. Ezek »Komáromi váltópénz« felirattal s Ujházy László (Komáromi t.h. Kormánybiztos –szerk) aláírásával voltak ellátva. Szerelmey vezérkari őrnagy, kitűnő litográf, készítette az ehhez szükséges lapokat, és vezette a sajtó működését" – írja Emlékeim című memoárjában Klapka tábornok. A komáromi hadipénz-nyomda, másodjára 1849. július 13-ától szeptember végéig működött, és ezen időszak alatt, a Szerelmey-féle váltópénzekből 89 226 forint 20 krajcárt állított elő, a megmaradt iratok tanúsága szerint. (Faragó Miksa: A Kossuth-bankók kora – A szabadságharc pénzügyei, Nyugat Kiadása)
Ezen váltópénzjegyek egyedüli célja a helybeli apró-pénzforgalom elősegítése volt, és forgalmuk Komárom vára s városára volt szorítva. Az 5 krajcáros fehér papíron, fekete kőnyomással készült. Hátlapja üres. Mérete: 41 x 40 mm. A 10 krajcáros pedig fehér papíron szintén fekete kőnyomással készült. Hátlapja üres. Mérete: 62 x 60 mm.A komáromi bankók előállításában az említett Szerelmey alezredesen kívül – aki az egész műveletet irányította – szerepet játszott még Kardhordó József pénzkezelő, Adams Adolf nyomdász. Assermann Ferenc ezredes és Ujházy László kormánybiztos, akik, mint a pénzjegy nyomásának felügyelői ténykedtek.
A vár kapitulációját követően, és a szabadságharc bukása után nem sokkal emigrált. Kezdetben Németország és Franciaország között ingázott, majd áthajózott Angliába, és 1852 januárjában Londonban telepedett le és ott folytatta tovább litográfiai tevékenységét, és egyebek közt saját litográfiáival képalbumot jelentetett meg Londonban, Magyarország 1848–49 címmel.
Az előttünk fekvő képek egyike Füredet a Balaton részéről mutatja, másika kilátást fest elénk a fürdőházból, mindegyike csak egy részét tüntetvén elő Füred épületeinek.

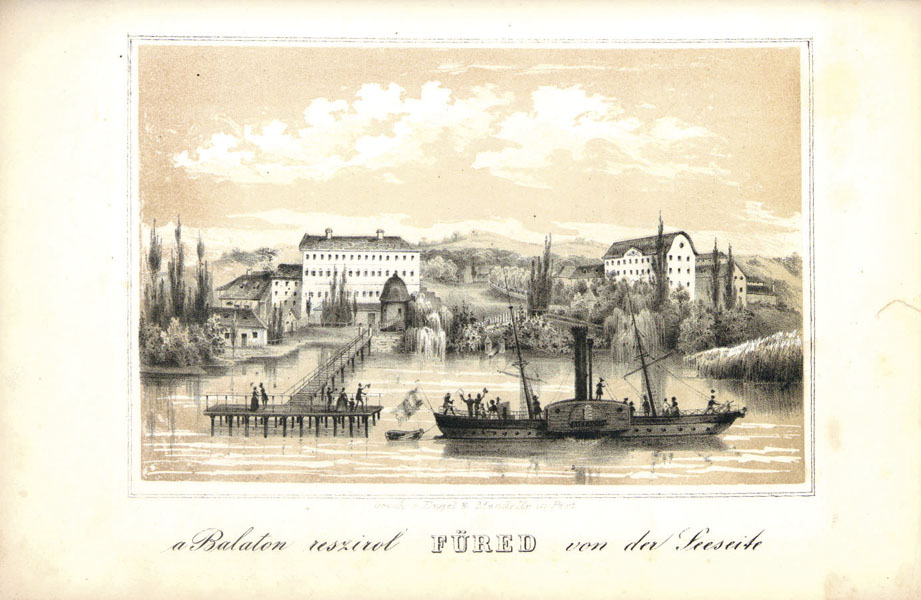
Füred. a Balaton reszirol A Balaton albuma című mű egyik illusztrációja (1851)

Ezen épületek közül legnevezetesbek: a Horvát-ház, melly képeink elsején mindjárt szemközt a Balatonba néhány ölnyire benyuló kikötővel fehér-lik.* Ez Füred legnagyobb épülete, 105 szobával biró. A megette álló épületeknek képünkön csak egyes részei látszanak; ezek: a posta- és Taliánház; utóbb, az utcza másik szögletén, a nagy vendéglő, mellynek 80 vendégszobája, tágas kávéháza, ét- és táncztereme van. Ez utóbbinak a fürdői vendégek olly nagy hasznát veszik, hogy benne a fürdői időszak alatt minden estve gyül össze táncztársaság, melly rendszerint csak éjfél felé oszlik el. Legnagyobb tánczmulatság azonban a hires Anna-bál, mellyre távul vidékekről is számos vendég sereglik össze. E bál rendesen a fürdési időszak bezárásának tekintetik, mert az utána következő napokban a vendégek szép része, kivált a kik nem gyógyitás, hanem mulatás kedveért gyültek össze, hazautra indul. (...)
Hírnevét azonban egy korábbi találmányával, a "Silicat Zopissa" néven elhíresült kőzetkonzerváló-szerével alapozta meg, amelynek gyártását, nem sokkal londoni letelepedése után kezdte meg. Ez egy folyékony anyag, amely speciális bevonó réteget képez a kőzet felületén, majd átitatódva ezzel a védőréteggel, óvja a környezet, az időjárás mállasztó hatásaival szemben, ugyanakkor "lélegezni" is engedi azt. Amikor az új londoni parlament épületének kövei mállani kezdtek, Szerelmey eljárását találták a legjobbnak a konzerválásra, sok konkurense között. A parlament után egyebek között a londoni Szent Pál-székesegyház és a Bank of England épületén is az ő cége dolgozott. A Szerelmey Stone Liquid kőkonzerváló márkanév, és a cége által kezelt épületekre függesztett hatalmas cégtáblák sora, sőt maga az egész cég, jóval túlélte alapítóját. Kőkonzerváló szerét majd száz éven keresztül gyártották, és annak sikere messze túljutott Anglián. Az 1855-ben alapított Szerelmey Ltd. londoni központtal jelenleg is működik.
Részt vett az 1862-es londoni világkiállításon, ahol technikai találmányainak egész sorát mutatta be. Szerelmey 1874-ben vonult nyugdíjba, és ekkor tért haza, súlyos betegen Londonból, s majd egy év múlva Budapesten hunyt el. Sírja a Kerepesi úti temetőben található.

## Emlékezete

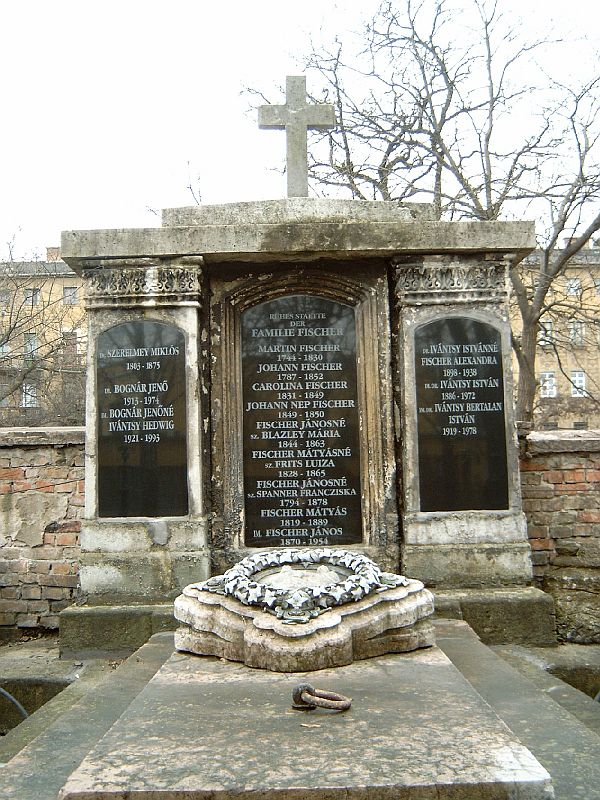
Szerelmey Miklós és a vele rokon Fischer, Bognár és Ivántsy család síremléke Budapesten. Kerepesi temető: J. 22.

Albertfalván utcát neveztek el róla.

## Művei
- Magyar hajdan és jelen élethű rajzolatokban magyarázó szöveggel… több hazai tudós és műbarát befolyásával kiadja magyar és német nyelven, 25 kőnyomatú, részben színezett képpel. Pest, 1847
- Balaton Albuma. Füred és Balaton vidéke. Kőnyom. képekkel és magyarázó szöveggel. Rajzolta és szerkesztette. Uo. 1848. (2. kiadás Uo. 1851.)
- Műkőnyomó-intézetéből kerültek ki Petőfi és Szigligeti műveinek rajzolt lapjai
- Ország Tükre – 1862. 24. sz. kőny. arczk. (Marastonitól)